# LoveGame
"'LoveGame" electropop je pjesma američke pjevačice Lady GaGe. Objavljena je 24. ožujka 2008. kao četvrti singl s njenog debitantskog albuma The Fame. 